# Доходный дом Аргутинского-Долгорукова
Доходный дом А. З. Аргутинского-Долгорукова — особняк конца XIX века, выполненный в стиле модерн. Расположен в историческом центре Ростова-на-Дону по адресу ул. Большая Садовая, 10. Является объектом культурного наследия местного значения.

## История
На первом этаже доходного дома первоначально располагались магазины, а жилые помещения занимали второй и третий этажи. Но после национализации в здании в разное время были проведены многочисленные перепланировки, изменившие внутреннее пространство. 
В 1996 году по главному фасаду были выполнены ремонтные работы без проекта реставрации. К 255-летию Ростова-на-Дону в 2004 году здание было отреставрировано строительной компанией «Славяне», о чем свидетельствует памятная табличка.  В настоящее время в бывшем доходном доме располагаются магазин и офисы.

## Описание
Доходный дом Аргутинского-Долгорукова является памятником гражданской архитектуры последней четверти XIX века. Архитектура трёхэтажного особняка выдержана в стиле модерн. Здание входит в комплекс исторической застройки главной улицы Ростова-на-Дону и отражает её стилистическое многообразие. В оформлении также использованы композиционные приёмы и декор, характерные для классицизма и барокко. Симметрию фасада подчеркивает центральная и боковые раскреповки, завершённые сложнодекорированными аттиками. Окна второго этажа богато украшены лучковыми сандриками, дополненными лепниной. Пять открытых прямоугольных балконов имеют выгнутые ажурные металлические ограждения. Арку над входом на центральный балкон поддерживают две колонны коринфского ордера. Центральная часть акцентирована въездом, фланкированным атлантами.